# شارلوته فولر ولز
شارلوته فولر ولز (بالإنجليزية: Charlotte Fowler Wells)‏ هي مؤرخة أمريكية، ولدت في 1814 في كوهوكتون في الولايات المتحدة، وتوفيت في 4 يونيو 1901 في ويست أورنج في الولايات المتحدة.